# Foggy Pass
Der Foggy Pass (englisch für Nebeliger Pass) ist ein Gebirgspass im ostantarktischen Viktorialand. In den Concord Mountains verläuft er zwischen dem Leitch-Massiv im Norden und den südlich gelegenen West und East Quartzite Ranges. 
Das New Zealand Antarctic Place-Names Committee benannte ihn 1983 auf Vorschlag des Geologen Malcolm Gordon Laird (1935–2015). Namensgebend sind die in diesem Gebiet vorherrschenden Wetterbedingungen.